# 莊嚴 (佛教)
莊嚴（梵語vyuha）是佛家語，本意是装饰、修饰。而後演變為端莊嚴肅之意。
莊嚴譯自梵語vyuha，有極盡裝飾的意義，《百喻经·子死欲停置家中喻》：“生死道异，当速庄严致於远处而殡葬之。”《金刚经》有“庄严佛土者，即非庄严，是为庄严”之語。《往生论》云：“庄严佛土功德成就。庄严佛功德成就。庄严菩萨功德成就。此三种成就愿心庄严，应知。”
佛教稱“六莊嚴”分別為龙树、圣天、无著和世亲、陈那、法称。
佛教稱“過去之住劫”為莊嚴劫。